# Tetragnatha kukuhaa
Tetragnatha kukuhaa là một loài nhện trong họ Tetragnathidae.
Loài này thuộc chi Tetragnatha. Tetragnatha kukuhaa được miêu tả năm 2002 bởi Gillespie.